# Castell de Tomar

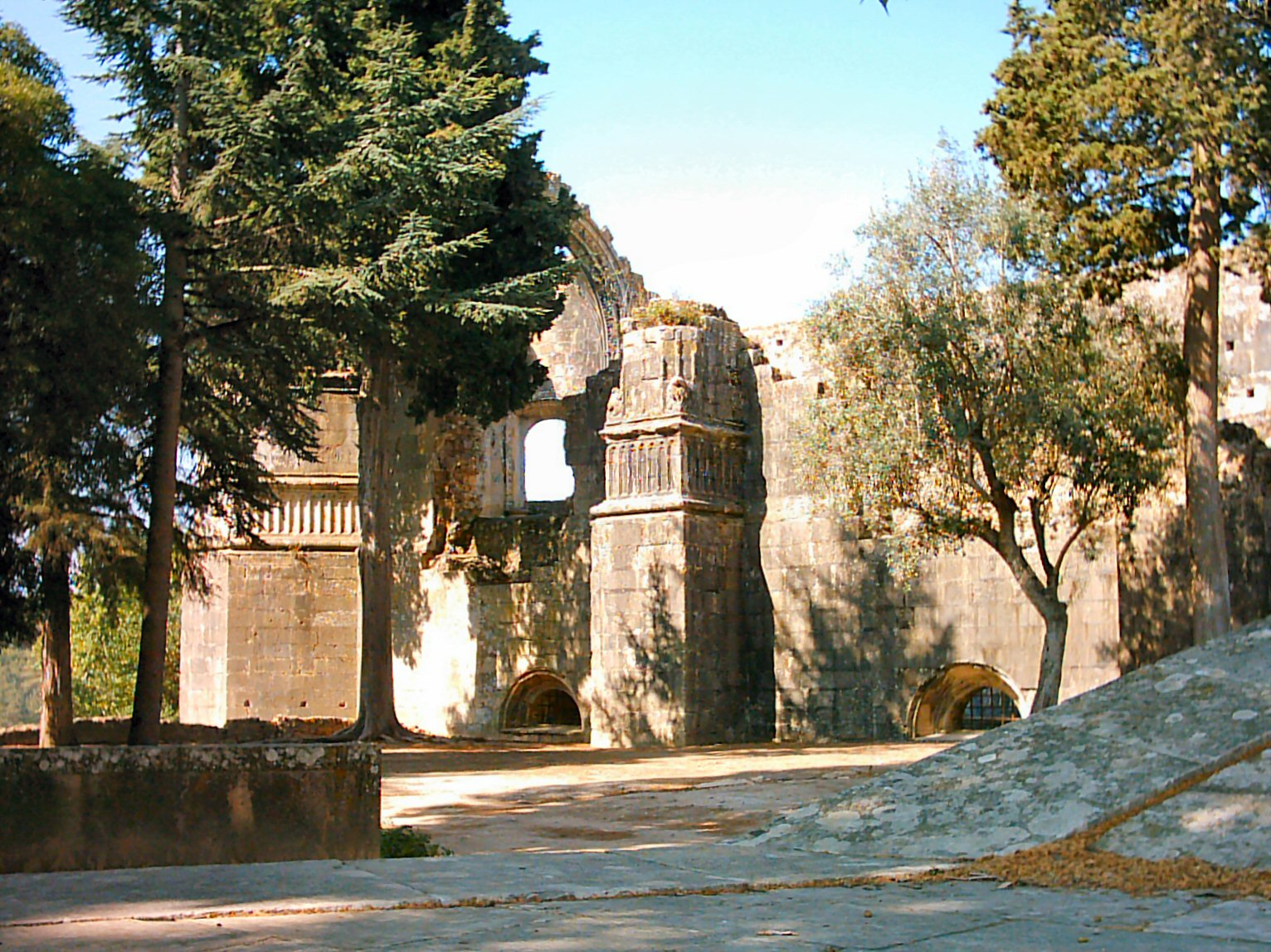
Vista del Castell de Tomar.

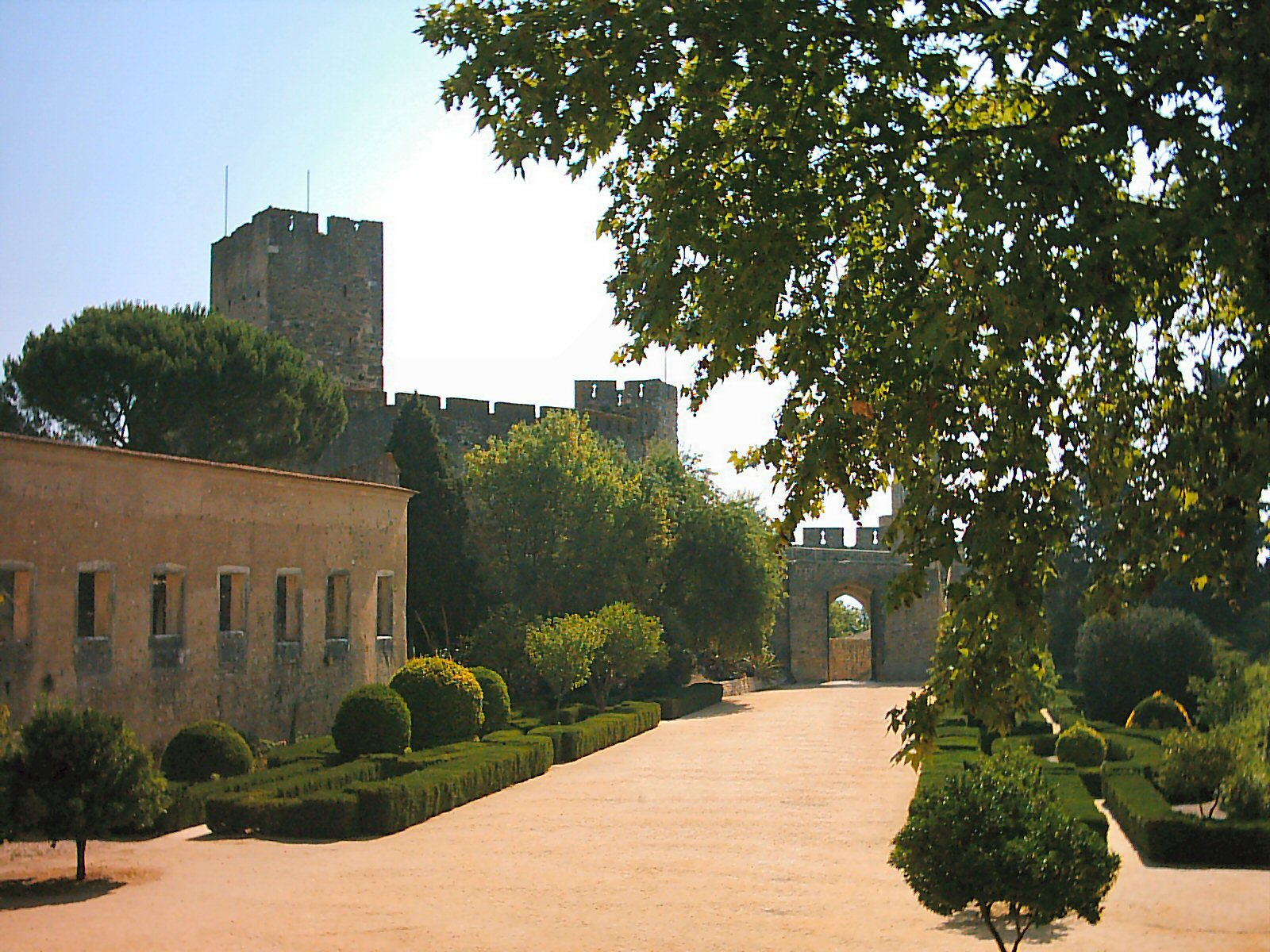
Una altra vista del castell.

El castell de Tomar, (en portuguès: Castelo de Tomar) és un castell templer situat a la ciutat de Tomar, en el marge dret del riu Nabão, freguesia de São João Baptista, Districte de Santarém, Portugal.
El castell formava part durant la Reconquesta de l'anomenada Línia del Tajo, juntament amb altres castells de la regió, tots de la mateixa època i estil: Almourol, Idanha, Monsanto, Pombal i Zêzere. Alberga en el seu interior el Convent de Crist, al que servia de protecció.
Està classificat com a Monument Nacional des del 23 de juny de 1918 i, juntament amb el Convent de Crist, forma part del Patrimoni de la Humanitat per la Unesco des del 30 de juny de 1983.

## Història
A mitjan segle xii es feia necessària una línia de defensa que protegís l'accés a la llavors capital del naixent Regne de Portugal, Coïmbra. L'any 1159 el rei Alfons I de Portugal va lliurar a l'Orde del Temple el Castell de Cera, a la regió de Santarém amb aquest propòsit. No obstant això, el Maestre dels templers a Portugal, Gualdim Pais va decidir abandonar el castell i construir un de nou a Tomar, al marge dret del riu Nabão, que a més es convertiria en la seu de l'orde al país.

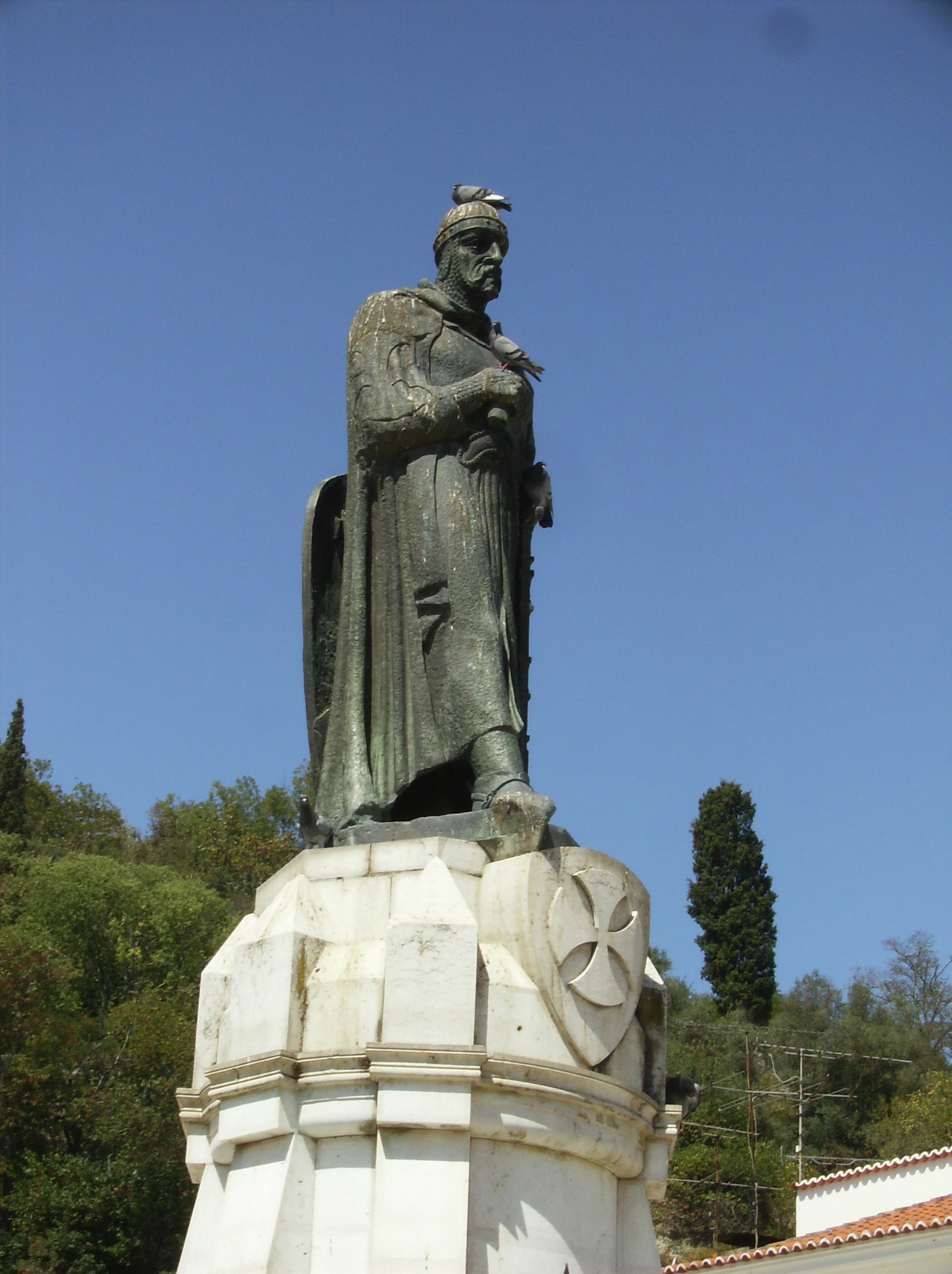
Gualdim Pais, fundador del castell i de la població de Tomar.

La construcció del castell de Tomar va començar l'1 de març de 1160 d'acord amb una inscripció epigràfica trobada a la torre de l'homenatge del castell.
L'any 1162 el Maestre va concedir un fur als pobladors del castell el que indica la preocupació dels templers a poblar i dotar la nova població.Aquest document va ser de nou confirmat l'any 1174. L'any 1165, els templers van rebre també els dominis d'Idanha i Monsanto i l'any 1170 la línia de defensa del Tajo es va completar amb la construcció del Castell d'Almourol.
Durant el regnat de Sanç I, l'any 1190 va tenir lloc una ofensiva almohade sota el comandament del califa Yússuf II que després de prendre el Castell de Silves, es va dirigir al nord prenent successivament els castells d'Alcàcer do Sal, Palmela i Almada. va creuar la línia del Tajo destruint les localitats de Torres Novas i Abrantes fins a aconseguir Tomar, que es va defensar durant sis dies de l'atac almohade. Aquests van forçar la Porta del Sud, però el contraatac dels templers va ser tan aferrissat, que després de desallotjar als invasors, la porta va ser anomenada Porta de la Sang.
Després de l'extinció de l'Orde del Temple pel papa Climent V, el rei Dionís I de Portugal va crear l'Orde de Crist l'any 1321 a la qual va transferir tot el patrimoni dels templers.
Durant el segle xvi, els reis Manuel I i Joan III van realitzar obres d'ampliació i reforç quan va ser ampliat el Convent de Crist. Per ordre del primer, es va desallotjar a la població que vivia dins del castell que va passar a residir a la població a la vora del riu. També van ser ampliats els Palaus de la Reina desenvolupant-se entre la girola del Convent de Crist i l'alcàsser. L'any 1618 es va destruir la Torre Nord-oest amb la finalitat d'ampliar la porta d'accés al castell. No hi ha constància de més destruccions pel que es pot considerar el Castell de Tomar com un dels castells medievals més genuïns de Portugal.
El castell va ser considerat com a Monument Nacional per decret del 23 de juny de 1918. Des d'aquesta data s'han realitzat nombroses campanyes de restauració i consolidació del mateix.

## Descripció
El castell presenta elements d'arquitectura militar d'estils romànic, gòtic i renaixentista. S'ha apuntat que presenta vestigis d'una estructura militar anterior que es podria remuntar-se a l'època romana i que hauria perdurat fins a època musulmana, basant-se en la presència en els murs d'algunes plaques decoratives d'origen visigòtic o mossàrab, probablement procedents de Santa Maria de los Olivares, en el marge esquerre del riu Nabão.
El castell està constituït per una doble muralla que delimitava la primitiva ciutat intramurs i el pati d'armes. La primera d'elles, en un pla superior, de planta poligonal irregular, començant per l'anomenada Casa do Capítol fins a la Torre de Dona Catarina. Delimita l'alcassaba i únicament tanca dins d'aquest recinte la cisterna i la torre de l'homenatge, configuració defensiva introduïda a Portugal pels templers. La segona muralla, en un pla inferior, uneix la façana est de la Charola (girola) a la zona sud de l'alcassaba, recinte que correspon a la primitiva vila fortificada de la Baixa Edat Mitjana. També és de planta poligonal irregular desenvolupant-se en falca en direcció est rematada per una torre de planta quadrada anomenada Torre dona Rainha (torre de la reina). Aquest emmurallament incorpora un altre element defensiu introduït pel templers, la base de les muralles no són rectes sinó inclinades per impedir la aproximació de les torres d'assalt i igualment els treballs de sapa que poguessin realitzar els assetjadors. La muralla està reforçada a espais regulars per cubs de plantes semicirculars i quadrades.
Entrant per la Porta de Santiago i continuant fins a la Porta do Sol, es troben a la dreta l'Alcassaba i la Torre de l'homenatge. S'obre llavors una esplanada que va a donar a la Charola. Cap al sud-est, s'obre una altra esplanada rematada per la Torre de Dona Caterina. La muralla prossegueix entre torrasses fins a la Porta do Sangue (Porta de la Sang) i la Torre da Condessa. Passada la Charola, s'obre la Porta de São Martinho, dirigint-se la muralla de nou cap a l'alcassaba.
Malgrat les alteracions que va sofrir el recinte fortificat al llarg del temps, la major part d'elles a causa de les successives ampliacions del Convent de Crist, en el sector oest són encara nombrosos els elements romànics del castell. Entre ells destaca la Torre de l'Homenatge, de planta rectangular dividida internament en tres pisos. En el segon es troba una inscripció en llatí que informa de l'inici de la construcció del castell.

## Galeria d'imatges

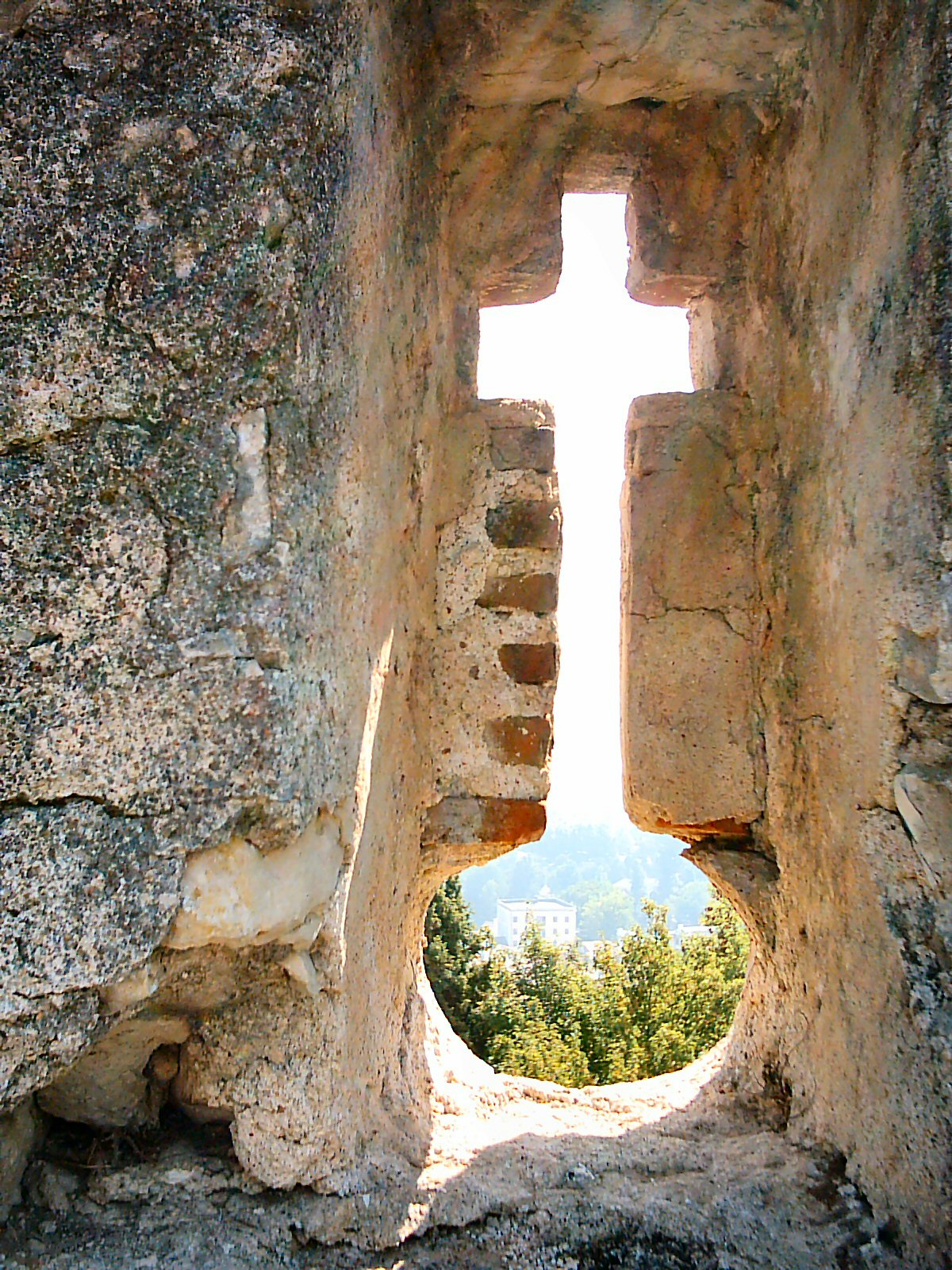
Detall d'una tronera
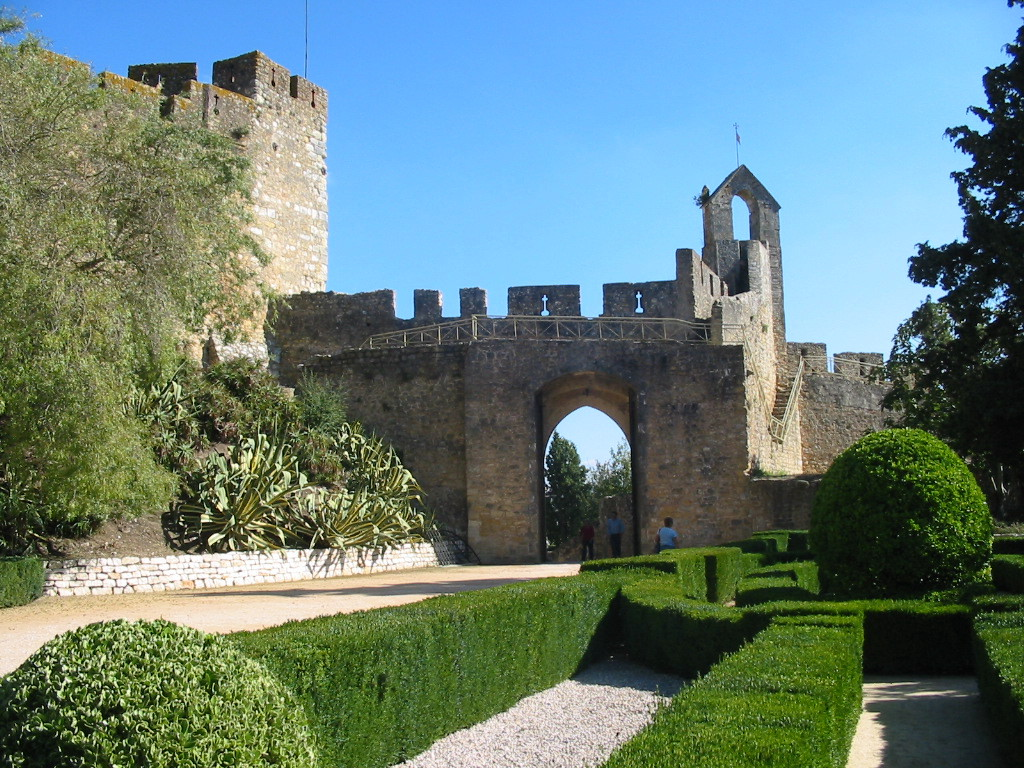
Porta del Convent de Crist
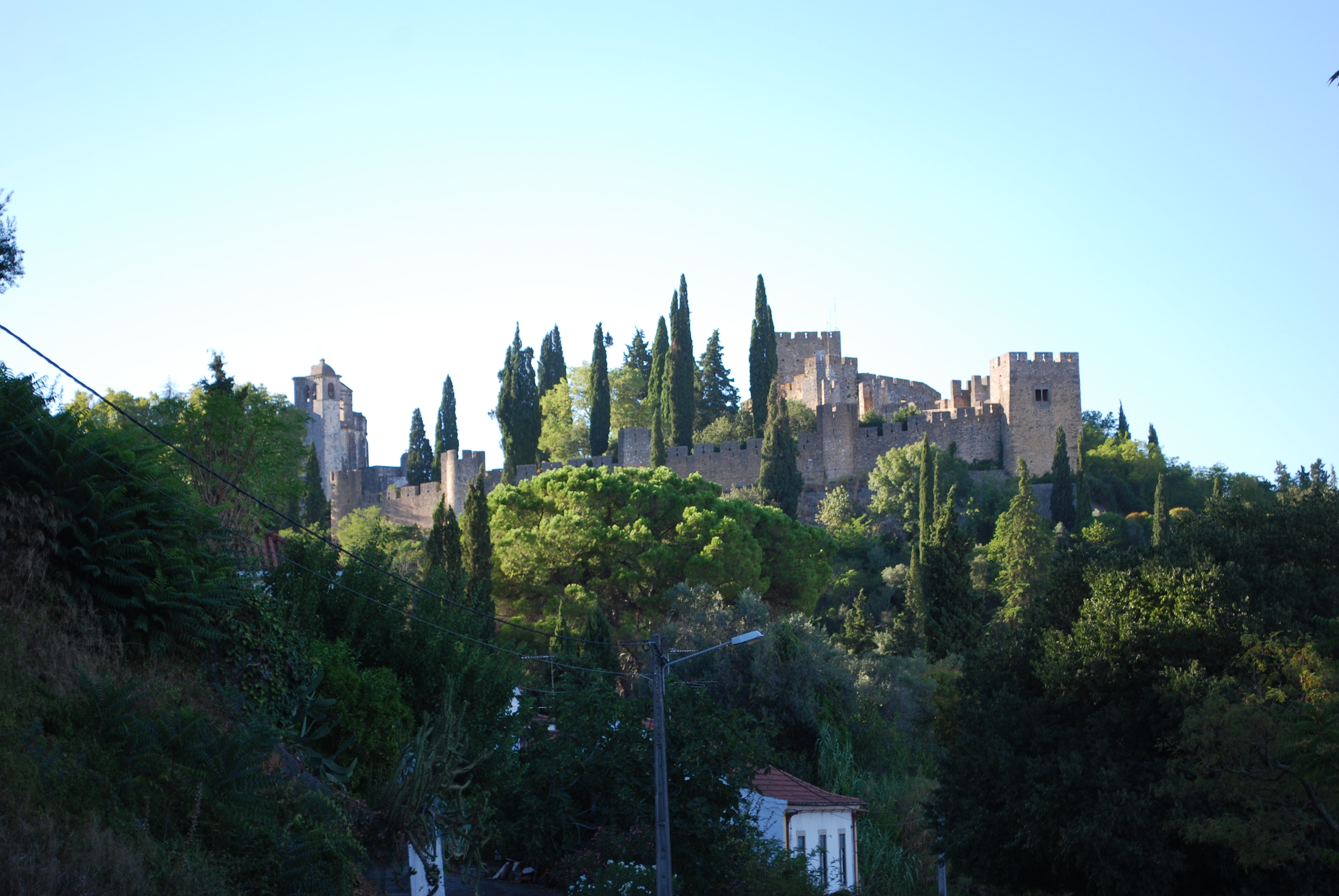
Vista del castell
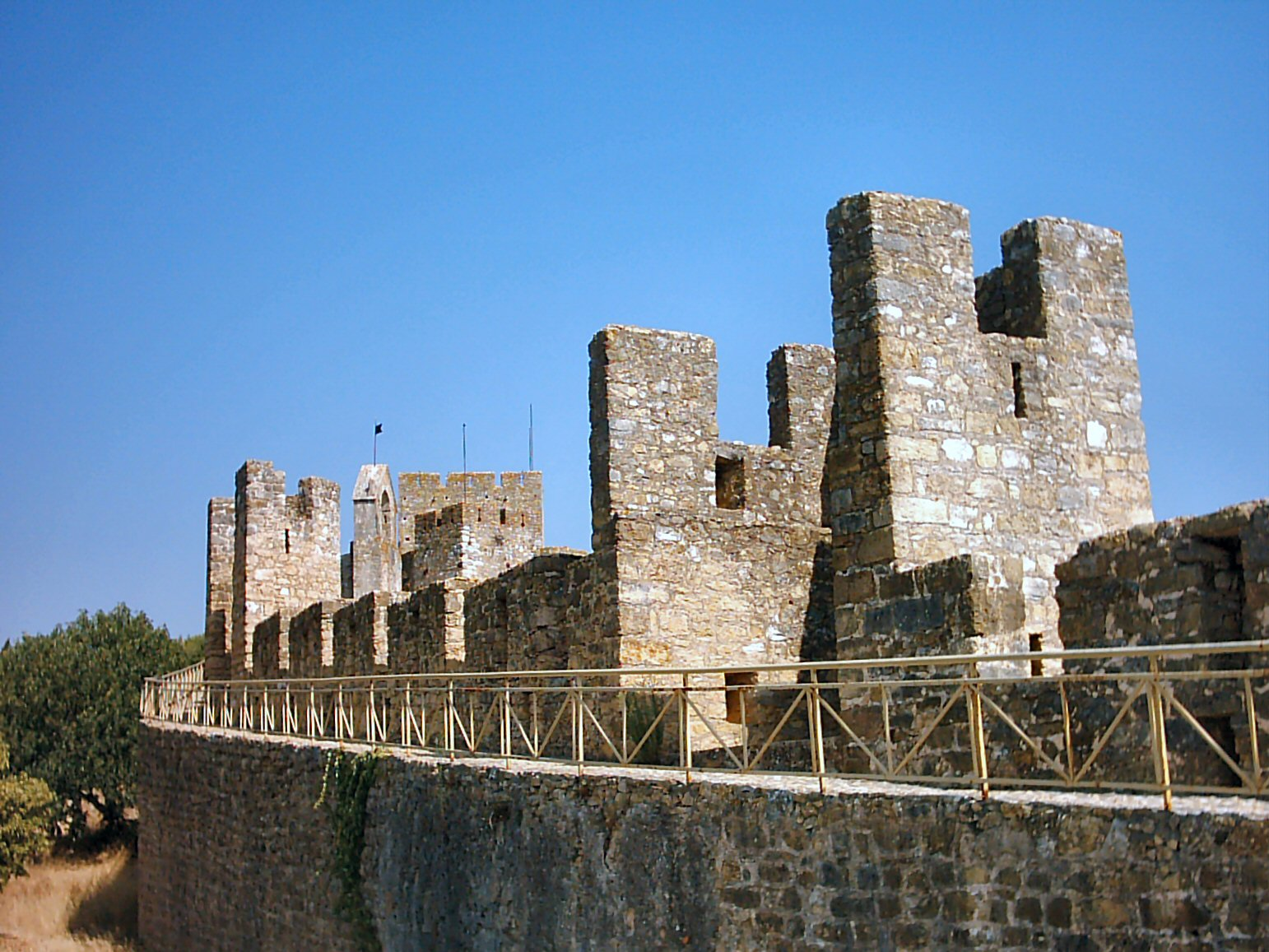
Camí de ronda
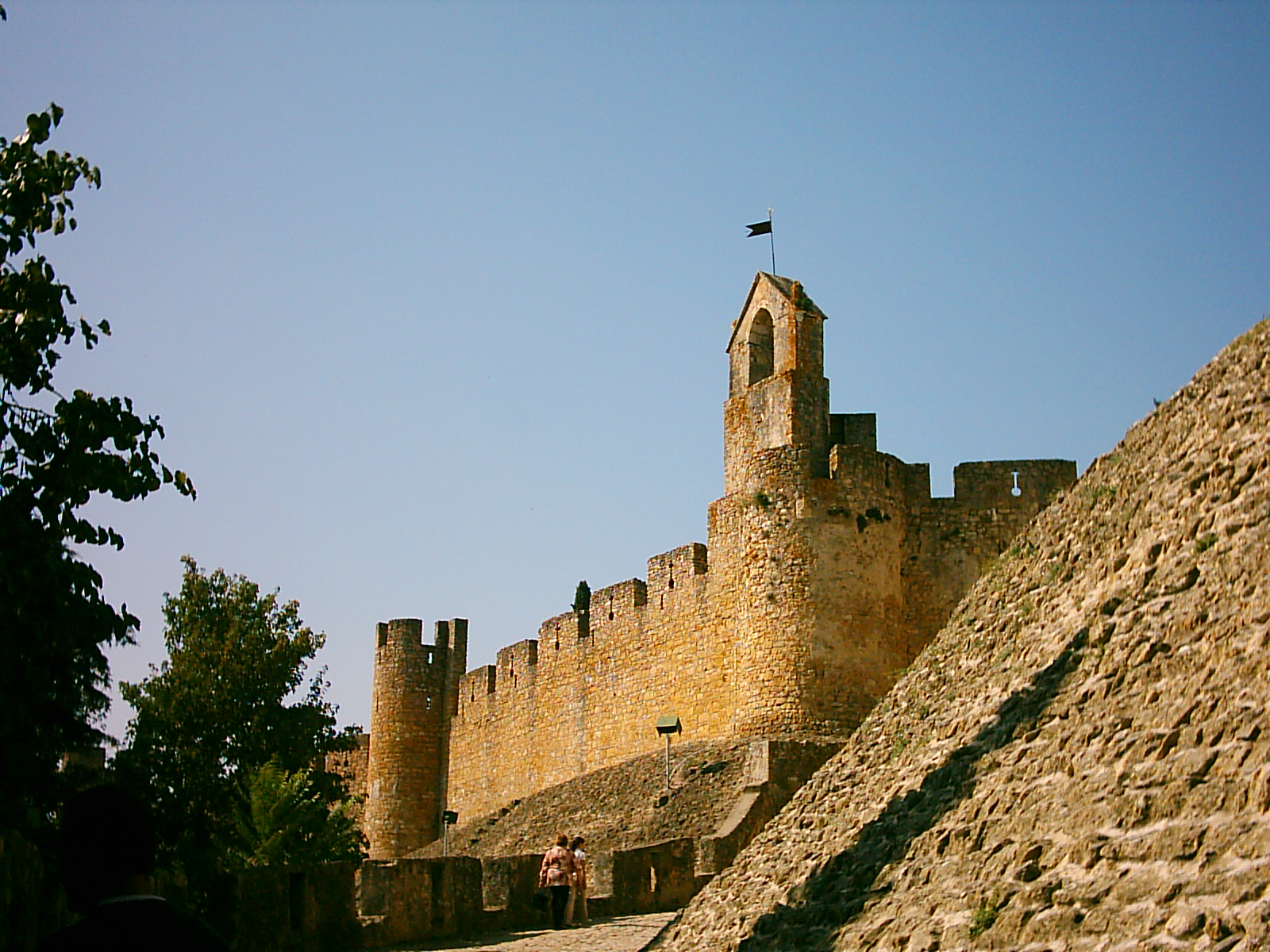
Vista de les muralles
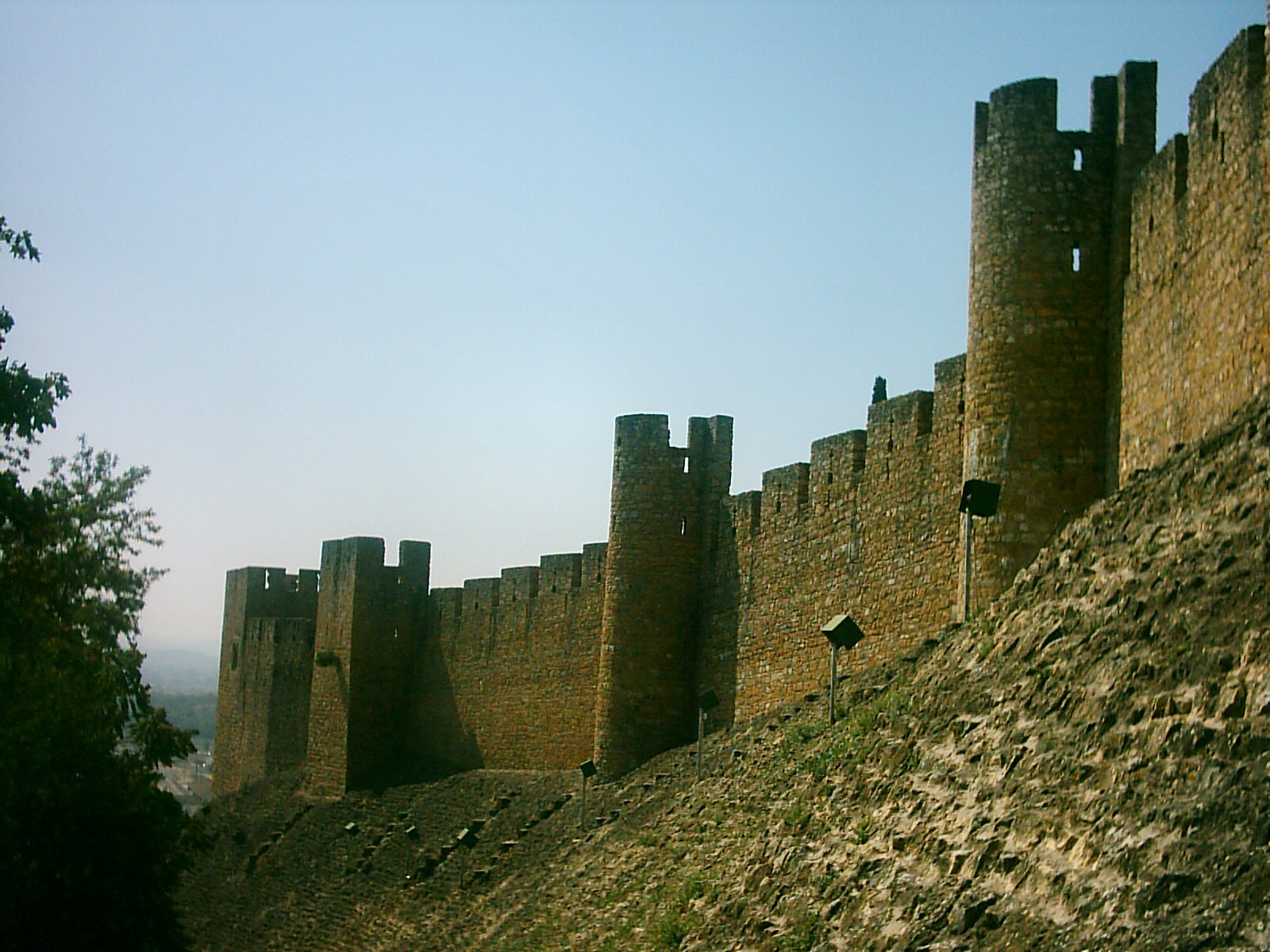
Vista de les muralles
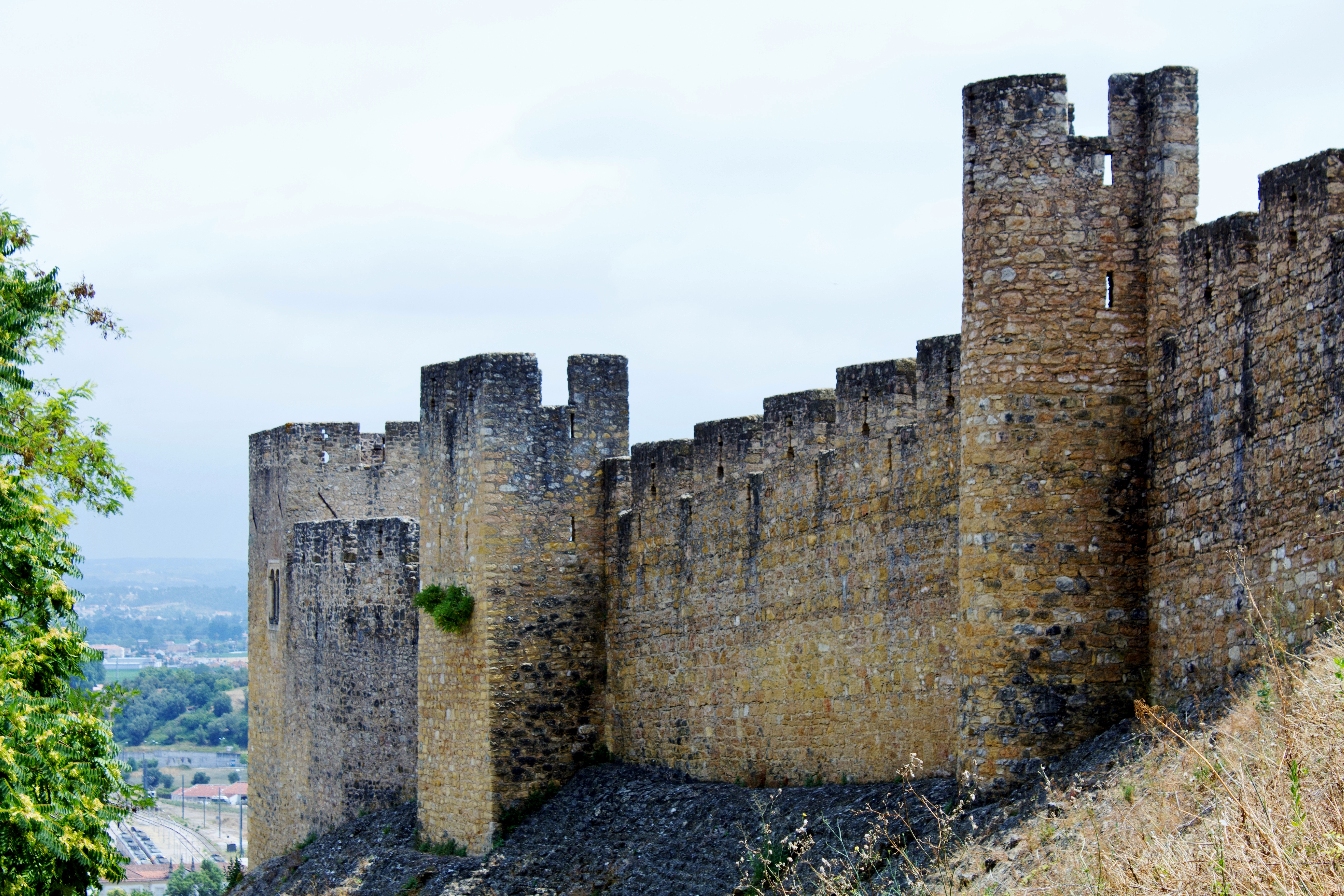
Exterior del castell
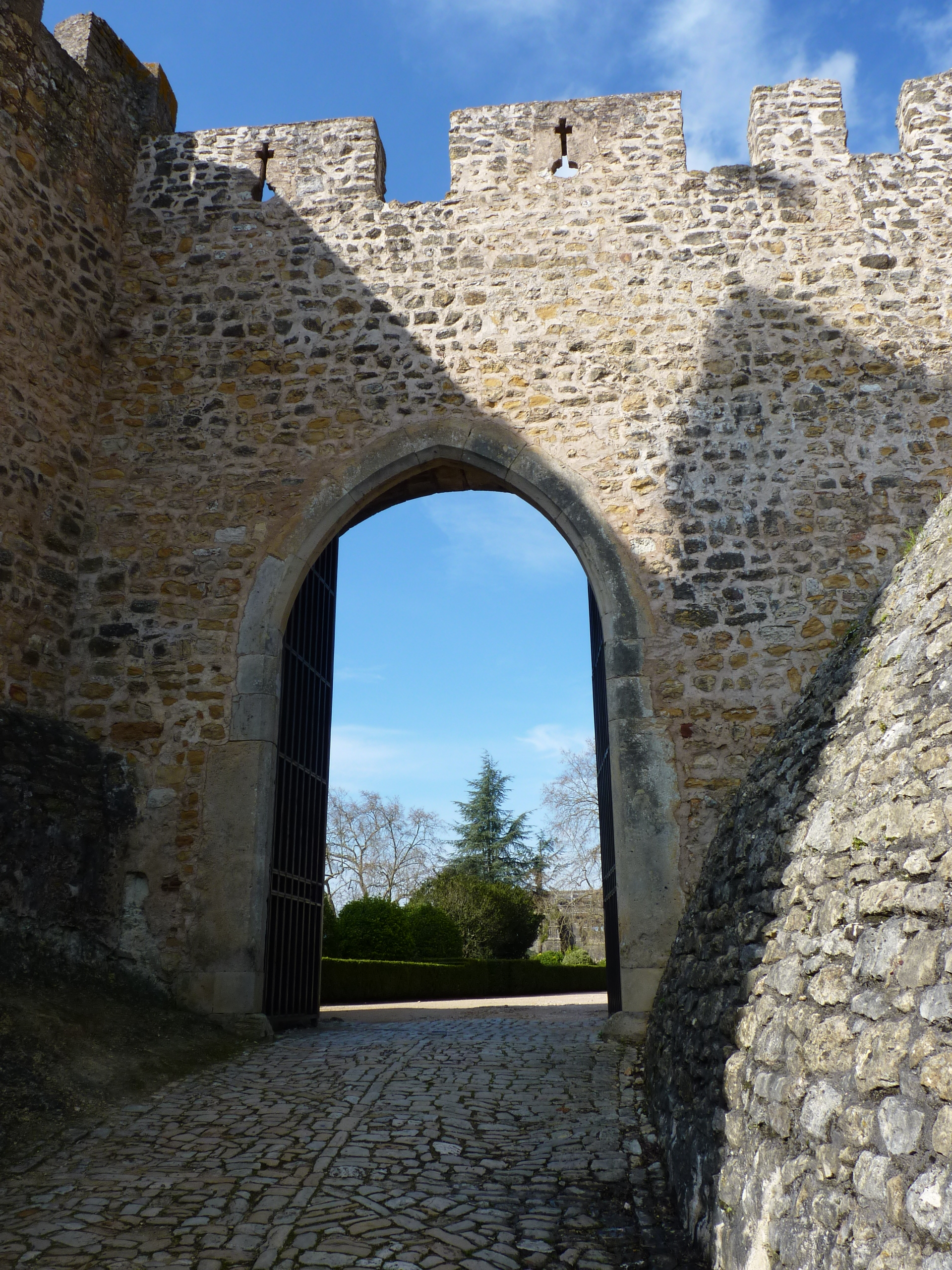
Porta de les muralles
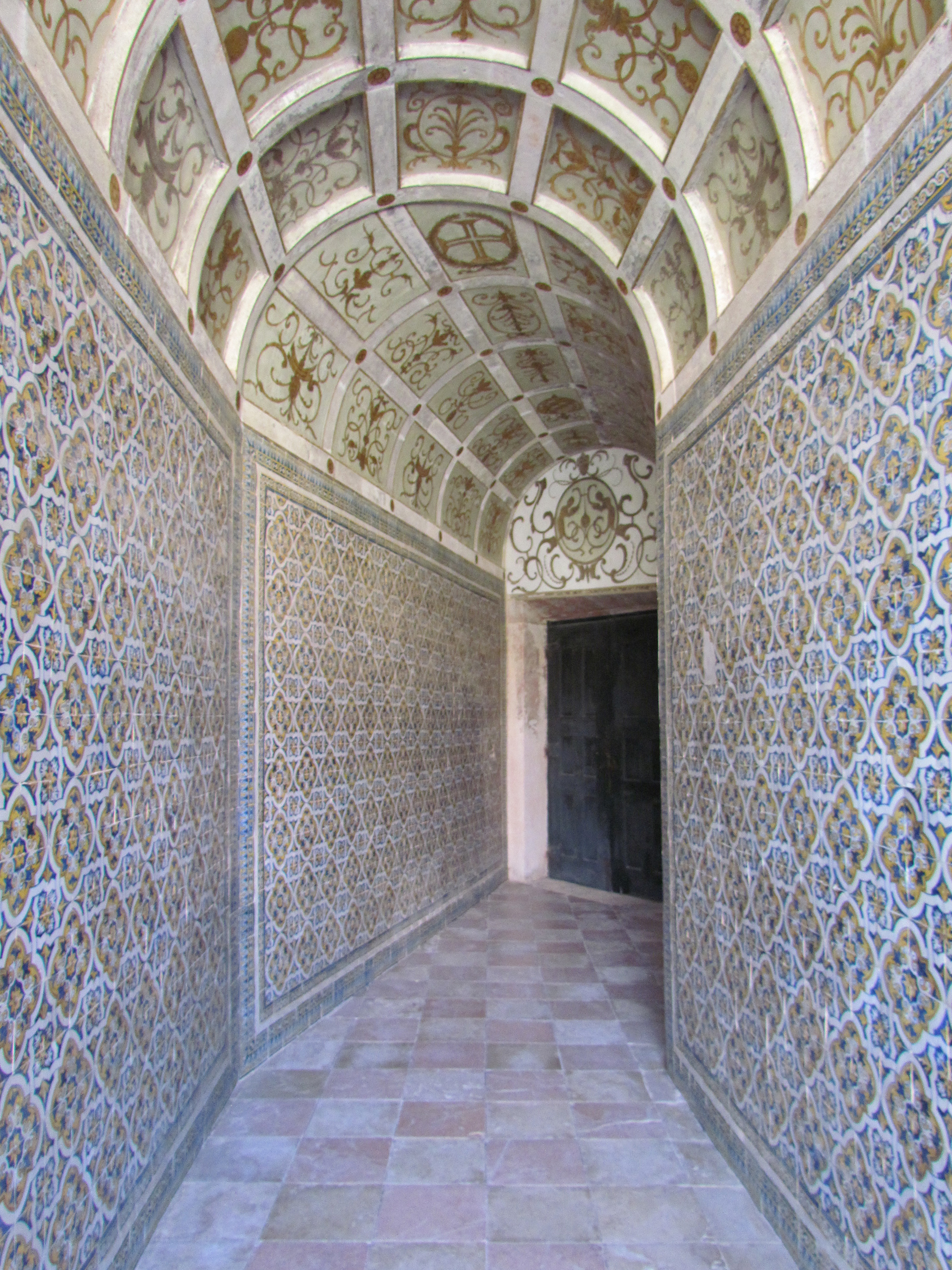
Interior del castell